# Astragalus nobilis
Astragalus nobilis är en ärtväxtart som beskrevs av Boris Fedtjenko. Astragalus nobilis ingår i släktet vedlar, och familjen ärtväxter.

## Underarter
Arten delas in i följande underarter:
- A. n. nobilis
- A. n. obtusifoliolatus